# اشتفان تسوایگ
اشتفان تسوایگ (آلمانی: Stefan Zweig; زاده ۲۸ نوامبر ۱۸۸۱ در وین، اتریش - درگذشته ۲۲ فوریه ۱۹۴۲ در پتروپولیس، برزیل) رمان‌نویس، نمایشنامه‌نویس، روزنامه‌نویس و زندگی‌نامه‌نویس اتریشی بود.
وی با ظهور ناسیونال‌سوسیالیسم و انضمام اتریش به آلمان، در سال ۱۹۳۴ ناچار به ترک اتریش شد و به لندن گریخت. پس از آغاز جنگ جهانی دوم، اشتفان تسوایگ تبعیت بریتانیا را پذیرفت ولی در لندن طاقت نیاورد و از طریق آمریکا، آرژانتین و پاراگوئه، سرانجام در سال ۱۹۴۰ به برزیل رفت. اشتفان تسوایگ در تاریخ ۲۳ فوریه ۱۹۴۲ میلادی، در تبعیدگاه خود در برزیل، به زندگی خود پایان داد و به هم‌راه همسرش خودکشی کرد.

## زندگانی

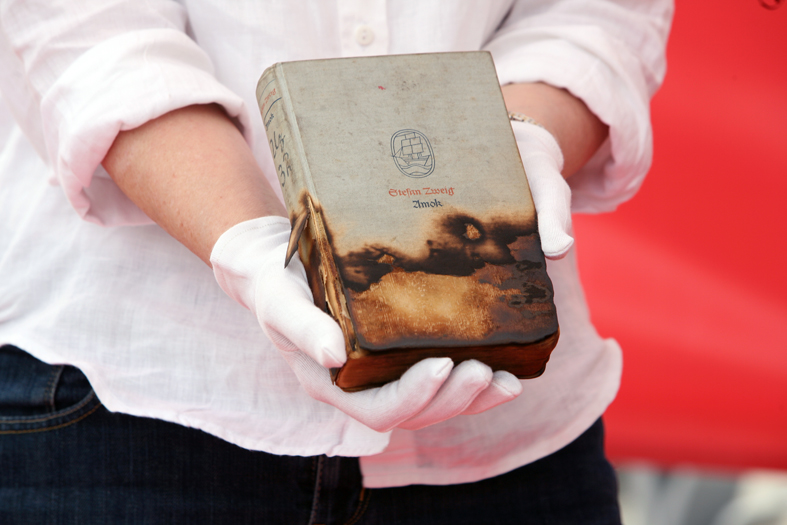
بقایای نسخه‌ای از کتاب اشتفان تسوایگ، رمان آموک (۱۹۲۲)، که در جریان کتاب‌سوزی‌های نازی‌ها که توسط ناسیونال سوسیالیست‌ها در دهه ۱۹۳۰ ترویج می‌شد، تا حدی سوزانده شد.

در رشته فلسفه در دانشگاه وین تحصیل کرد و درجه دکتری را در سال ۱۹۰۴ با موضوع پایان‌نامهٔ فلسفهٔ هیپولیت تن به‌دست آورد. در جنگ جهانی اول در بایگانی وزارت جنگ خدمت کرد و حاصل آن اندیشه صلح‌جویی بود که در طول زندگیش به آن وفادار ماند. در پی قدرت گرفتن هیتلر در آلمان، در سال ۱۹۳۴ از اتریش فرار کرد و در انگلستان و سپس آمریکا زندگی کرد.
در سال ۱۹۴۱ به برزیل رفت و در آنجا در سال ۱۹۴۲ به خاطر ناامیدی از آینده اروپا به همراه همسر دومش با خودکشی به زندگی خود پایان دادند.
شهرت تسوایگ بیشتر به خاطر رمان‌های کوتاه (به ویژه داستان شطرنج و آموک)، رمان‌های (وجدان بیدار، آشفتگی احساسات و دختر دفتر پستی) و چند زندگی‌نامه می‌باشد.
تسوایگ اولین اثر خود را بنام «لوند» به جهان ادب عرضه داشت که او را به عنوان یک شخصیت برجسته ادبی به جهان ادب معرفی نمود. او یک از شاگردان برجسته «فروید» بود

## آثار
برخی از آثار که به فارسی نیز ترجمه شده‌اند عبارتند از:
- نامه‌ای از زنی ناشناس (۱۹۲۲)[پانویس ۱]
- آموک (۱۹۲۲).[پانویس ۲]
- آشفتگی احساسات (۱۹۲۷)[پانویس ۳]
- بیست و چهار ساعت از زندگانی یک زن (۱۹۲۷)[پانویس ۴]
- وجدان بیدار (۱۹۳۹)[پانویس ۵]
- داستان شطرنج (۱۹۴۲)[پانویس ۶]
- سه استاد سخن: بالزاک، دیکنز، داستایفسکی[پانویس ۷]
- اراسموس روتردامی و روزگارش[پانویس ۸]
- ترس

- شب رؤیایی
- فرار به جنگ (۱۹۳۸)
- پیکار با شیطان (۱۹۲۵)
- بره مرد فقیر (۱۹۳۰)
- یرمیاس(۱۹۱۶)
- ماجرای جوانی یک استاد
- تخریب یک قطب
- تقدیر

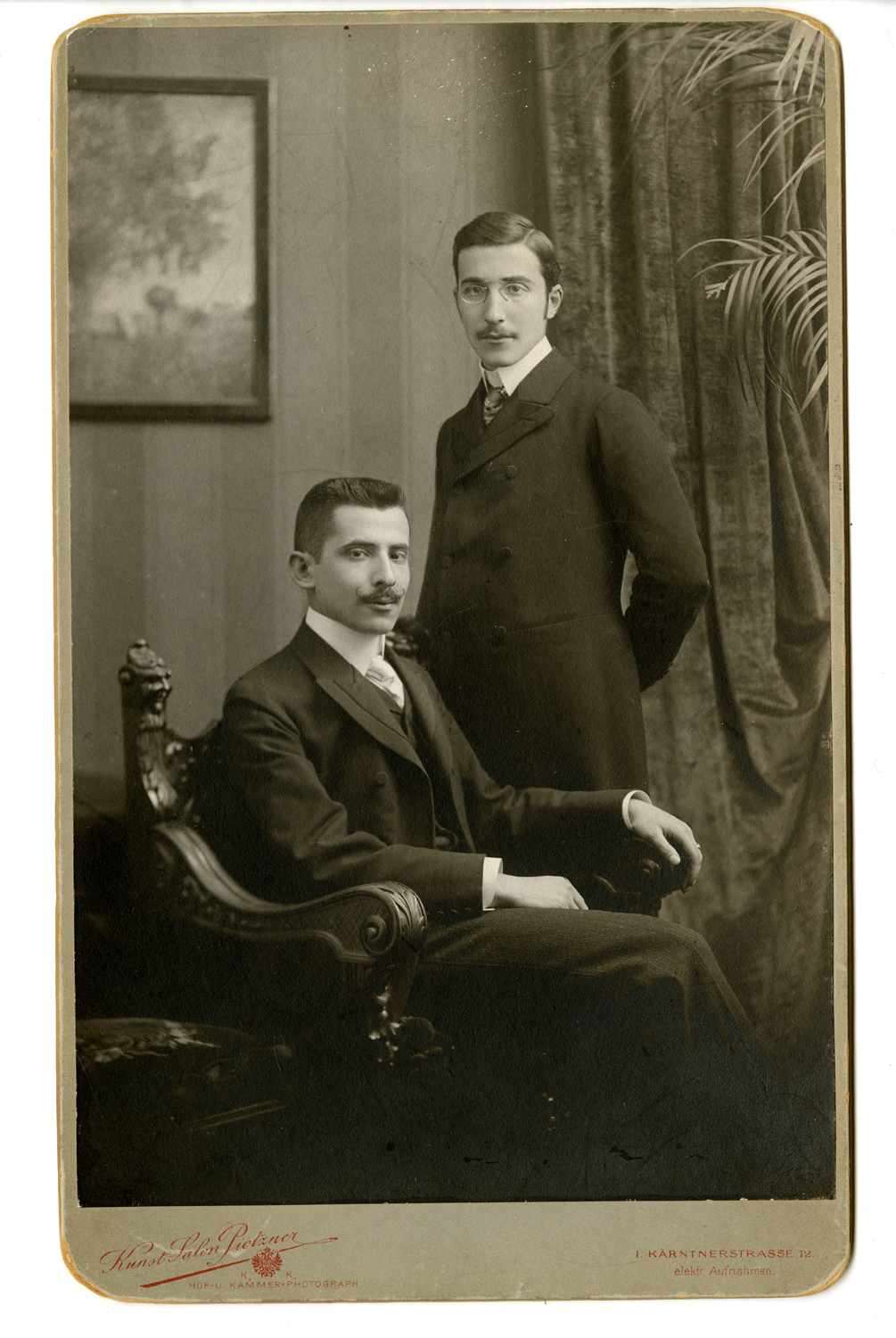
اشتفان تسوایگ (ایستاده) همراه با برادرش آلفرد در وین، حدود ۱۹۰۰ میلادی

«تسوایگ» در زمینه بیوگرافی و شرح حال بزرگان نیز آثار باارزشی دارد که از آن جمله می‌توان به کتاب‌های:
«ماری آنتوانت»، «بالزاک»، «ماکسیم گورگی»، «ماژلان»، «ماری استوارت»، «فروید» و «ژوزف فوشه» اشاره نمود.
در تاریخ ۲۳ فوریه ۲۰۱۲ و هم‌زمان با هفتادمین سالگرد خودکشی اشتفان تسوایگ، کتابخانه ملی اسرائیل برای نخستین‌بار «نامه خداحافظی» او را در اینترنت منتشر کرد.

## یادداشت
1. ↑  ترجمهٔ جواد شیخ‌الاسلامی انتشارات توس (به همراه ترجمهٔ داستان آموک)
2. ↑  ترجمهٔ جواد شیخ‌الاسلامی انتشارات توس
3. ↑  ترجمهٔ جواد شیخ‌الاسلامی با نام ماجرای جوانی یک استاد انتشارات توس (به همراه ترجمه بیست و چهار ساعت از زندگی یک زن)
4. ↑  ترجمهٔ جواد شیخ‌الاسلامی، انتشارات توس و ترجمهٔ محمدحسین سروری انتشارات دانژه
5. ↑  ترجمهٔ سیروس آرین‌پور
6. ↑  ترجمه با نام شطرنج‌باز توسط هوشیار منتصری، مؤسسهٔ انتشارات عطایی و ترجمهٔ افسون گودرزپور، الهام رحمانی انتشارات تجسم خلاق
7. ↑  ترجمهٔ محمدعلی کریمی، نشر نی
8. ↑  ترجمهٔ فرامرز تبریزی، انتشارات کتاب تهران